# Bretigney
Bretigney település Franciaországban, Doubs megyében. Lakosainak száma 76 fő (2022. január 1.). Bretigney Faimbe, Montenois és Beutal községekkel határos.

## Népesség
A település népességének változása:
| Lakosok száma | 45   | 40   | 58   | 74   | 77   | 73   | 73   | 76   | 76   | 76   |
|               | 1968 | 1982 | 1990 | 2006 | 2013 | 2015 | 2017 | 2019 | 2020 | 2022 |